# Boliche Cinemes
Els Boliche Cinemes, antigament Cine Boliche, fou una sala d'exhibició cinematogràfica situada al número 508 de l'Avinguda Diagonal de Barcelona. Va obrir les portes l'any 1998, al mateix indret on hi havia hagut un bowling o sala de bitlles (d'aquí li ve el nom), i va tancar el 2008.
Va reobrir el 17 de maig de 2013, exhibint a les seves quatre sales només pel·lícules en versió original subtitulada en català i combinant cinema d'autor amb comercial. La primera cartellera d'aquella setmana va oferir els films Indignados, Tango libre i Mussolini va a morir. Al març del 2024, va anunciar el seu tancament per obres, que finalment es va convertir en definitiu.